# Отдел „Народни съвети и масови организации“ при ЦК на БКП (1979 – 1984)
Отделът „Народни съвети и масови организации“ при ЦК на БКП е създаден в края на 1979 г. В него са включени секторът за народните съвети от разформирования малко преди това отдел „Административен“ и секторите „Профсъюзни органи“, „Младежки органи“, „Отечествен фронт“ и „Спортни организации“, а функциите му са прехвърлени към други звена в апарата на ЦК на БКП.

## Завеждащи отдела
- Димитър Димитров (1980 – 1985)